# یواس‌اس رابینسون (دی‌دی-۵۶۲)
یواس‌اس رابینسون (دی‌دی-۵۶۲) (به انگلیسی: USS Robinson (DD-562)) یک کشتی بود که طول آن ۱۱۴٫۷ متر (۳۷۶ فوت) بود. این کشتی در سال ۱۹۴۳ ساخته شد.